# ذئاريات
الذِئَارِيَّات (الاسم العلمي: Glomerellaceae)، فصيلة فطور مجهرية من طائفة العشوفيات.

## الأجناس
- Blennorella
- ذئار (sexual stage is Glomerella)
- Ellisiellina
- Haplothecium
- Peresia
- Schizotrichella
- Vermicularia